# Рајко Лешјанин
Рајко Лешјанин (Лешје 29. јануар 1826 — Беч, 31. октобра 1872) био је српски министар правде у време друге владавине кнеза Михаила Обреновића. Био је краткотрајни члан Намесништва након атентата на кнеза Михаила Обреновића. Био је и један од ректора Београдског Лицеја. 

## Детињство и школовање
Рајко Лешјанин је братанац Стојана Јовановића Лешјанина  и детињство је провео у родном Лешју. Преласком његовог стрица Стојана у већа насеља, он га је пратио, те се Рајко школовао у Параћину, Ћуприји, Крушевцу, Крагујевцу и Београду. Гимназију је похађао у Крагујевцу и Београду, где је студирао и на Лицеју. Своје школовање је наставио у Хајделбергу и Берлину, где је слушао „државне науке”. Дипломирао је у Паризу. Брат му је био Милојко Лешјанин.

## Радни век
По повратку из иностранства, Лешјанин постаје професор на Београдском Лицеју и у неколико наврата бива биран за ректора. Након тога, био је секретар у Државном Савету, а од 1861. године постаје Министар правде, све до атентата на кнеза Михаила Обреновића. Након тога на кратко је био постављен за једног од прва три намесника у име малолетног Милана Обреновића и на тој позицији је био непуних месец дана. Након тога је био "министар на расположењу". Тешко се разболео и преминуо у Бечу, 31. октобра 1872.

## Дела
- Институције Јустинијановог Римског права (1857)